# Миазино
Миазѝно (на италиански: Miasino, на местен диалект: Miasin, Миазин) е село и община в Северна Италия, провинция Новара, регион Пиемонт. Разположено е на 479 m надморска височина. Населението на общината е 915 души (към 2010 г.).